# Podwójtowie (Libusza)
Podwójtowie – część wsi Libusza w Polsce, położona w województwie małopolskim, w powiecie gorlickim, w gminie Biecz. Wchodzi w skład sołectwa Libusza.
W latach 1975–1998 Podwójtowie należało administracyjnie do województwa krośnieńskiego.
Wierni kościoła rzymskokatolickiego należą do parafii  Narodzenia Najświętszej Marii Panny w Libuszy.